# Latumer See
Der Latumer See ist ein Baggersee im Südwesten des Meerbuscher Stadtteils Lank-Latum, bestehend aus einem großen Hauptsee und einem kleinen Nebensee, die verbunden sind.
Der See entstand durch den Betrieb des Beton- und Kalksandsteinwerkes Franz Schmitz, welches hier ab 1904 Sand und Kies abbaute. Das Werk – lange Zeit der größte Arbeitgeber in Lank-Latum – wurde Mitte der 1980er-Jahre stillgelegt. An den Begründer erinnert heute noch die ehemalige Zufahrtsstraße zum Werk, die den Namen Franz-Schmitz-Weg trägt.
Heute befindet sich der See im Besitz der Stadt Meerbusch und dient vor allem der Naherholung. Er ist beliebt bei Spaziergängern, Nordic-Walkern und Joggern, die den See auf einem etwa 1,5 km langen Fußweg umrunden. Zum Schwimmen ist der See aufgrund der steilen, teilweise abrutschgefährdeten Ufer und seiner Untiefen nicht geeignet.
Am Südende unterhält der Anglerverein Fischerei-Sportverein Lank 1934 e.V., der den See seit 1968 bewirtschaftet, ein Vereinsheim. Im See sind diverse Fischarten zuhause (Aal, Rotauge, Rotfeder, Brassen, Schleie, Spiegelkarpfen, Schuppenkarpfen, Wildkarpfen, Graskarpfen, Hecht, Zander, Flussbarsch, Wels). Auch diverse Enten und anderen Wasservögel haben den künstlichen See besiedelt und können von drei dafür eingerichteten Aussichtsplattformen am bewaldeten Westufer beobachtet werden.

## Kontroverse um Fußgängerbrücke
Für kontroverse Diskussionen sorgte 2017 eine Fußgängerbrücke, die am südlichen Ende des Sees eine (nicht wassergefüllte) Mulde im Gelände überspannt. Die Brücke, die als Aussichtspunkt dient und den Fußweg rund um den See um etwa 120 m abkürzt, war 1988 gebaut worden, musste aber ab 2014 wegen Baufälligkeit gesperrt werde. Im Jahr 2017 stand die Entscheidung an, die Brücke entweder abzureißen oder zu erneuern. Nach Diskussion entschied der Bau- und Umweltausschuss der Stadt Meerbusch entgegen der Empfehlung der Stadtverwaltung mehrheitlich für den Neubau der Brücke. Kritiker, darunter der Bund der Steuerzahler, bezeichneten die Brücke als überflüssig und prangerten daher die mit dem Neubau verbundenen Ausgaben als Verschwendung an.
Anfang 2021 wurde die neue Brücke eröffnet, nachdem ein privater Spender dem Heimatkreis Lank die Finanzierung ermöglicht hatte.

## Gelbe Anakonda
Am 23. August 2018 entdeckte ein Angler im See eine große Schlange. Im Gegensatz zu anderen Sommerlochtieren gab es schnell einen Bildbeweis, anhand dessen die Schlange als Gelbe Anakonda identifiziert wurde. Daraufhin sperrte die Stadt den Zugang zum See für Besucher zunächst auf unbestimmte Zeit. Die Feuerwehren Düsseldorf und Meerbusch suchten den See ab, ein Reptilienfachmann der Feuerwehr Düsseldorf konnte die 2,40 Meter lange Gelbe Anakonda am 29. August lebendig einfangen. Die Anakonda wurde in die Wildtier-Auffangstation nach Brüggen gebracht.
Einen bundesweiten Spitznamen wie  Problembär Bruno hat die Anakonda nicht bekommen. Bei einigen Medien wurde sie „Lati“ genannt, bei anderen „Ungeheuer von Loch Latum“.

## Geplanter Kunstpfad
Seit 2018 plant der Verein Meerbuscher Kulturkreis unter dem Motto „Kunst trifft auf Natur“ rund um den See einen Skulpturenweg. Für die Realisierung des Pfades, der ohne öffentliche Gelder, allein aus Spenden und Sponsorengeldern finanziert werden soll, wurden 10–20 Jahre veranschlagt. Bei der Durchführung des Projektes wird der Kulturkreis vom Kulturausschuss der Stadt Meerbusch sowie von einem künstlerischen Beirat, bestehend aus Ute Canaris, Margot Klütsch, Bernd Meyer und Isabelle von Rundstedt, unterstützt.
Nach einer „offenen Ideensammlung“ im Jahr 2019 wurden aus über 40 Vorschlägen sechs Werke ausgewählt, die ab 2020 errichtet werden sollen:
- Morio Nishimura: „Süßer Regen auf dem Latumer See“
- Tristan Ulysses Hutgens: „Phoibos“ (Das Werk wurde als erstes im April 2021 aufgestellt.[19])
- Matre: „Erdantenne“
- Günther Oellers: ein noch nicht namentlich benanntes Werk aus dem Nachlass
- Sven Rünger: „Inside out“
- Suzi Zimmermann: „Der Stern von Latum“

## Bewegungspark
Ende 2020 errichtete die Stadt Meerbusch auf der Ostseite des Sees einen Bewegungspark. Alle Bürger können die Geräte, die dort aufgebaut wurden, kostenlos nutzen.